# Chasey Lain

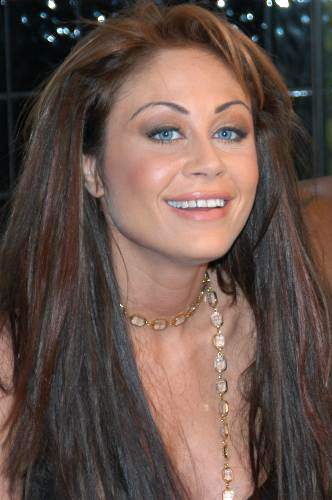
Chasey Lain (2004)

Chasey Lain (* 7. Dezember 1971 in Newport, North Carolina; nach anderen Angaben in Cocoa Beach, Florida; eigentlich: Tiffany Anne Jones; auch Tiffany Anne, Tiffany Jones, Chasey Laine) ist eine US-amerikanische Pornodarstellerin.

## Leben
Chasey Lain hat indianische (Cherokee), niederländische, englische und französische Vorfahren. Sie begann ihre berufliche Laufbahn als Stripperin. 1991 drehte sie ihren ersten erotischen Film, Wild at Heart (nicht identisch mit David Lynchs gleichnamigem Film von 1990). Ab 1993 begann sie, in Hardcore-Pornos mitzuwirken und ist Darstellerin in rund 80 solcher Filme zwischen 1993 und 2010. Während der Dreharbeiten ihres ersten Hardcore-Filmes The Original Wicked Woman bei Wicked Pictures ließ sie eine Brustvergrößerung vornehmen. Gegen Ende der 1990er Jahre arbeitete sie auch als Drehbuchschreiberin und Regisseurin in diesem Genre. Sie war bei Vivid als Vivid Girl unter Vertrag.
Seit Ende der 1990er Jahre genießt Lain in den USA eine gewisse Popularität, unter anderem auf Grund ihres Auftritts in der Howard-Stern-Show 1999. Dort wurde sie irrtümlich unter dem Namen Chasey Lane vorgestellt. Im Jahr 2008 veröffentlichte das Label Hustler/LFP den Pornofilm aus dem Genre der MILF-Filme, Chasey Lain: MILF Trainer des Regisseurs Axel Braun, in dem Lain in zwei Szenen ein Comeback gibt.
Lain wurde 1995 als „Best American New Starlet“ mit dem Hot d’Or ausgezeichnet und in die AVN Hall of Fame aufgenommen.
Außerhalb der Pornobranche hatte Lain Rollen in der Komödie Orgazmo von Trey Parker und Matt Stone (1997), dem Spielfilm Spiel des Lebens (1998) von Spike Lee und dem Erotikthriller Lust Connection (2005). Die Rockgruppe Bloodhound Gang widmete ihr auf dem Album Hooray for Boobies das Lied The Ballad of Chasey Lain, welches eine vermeintliche Liebeserklärung Jimmy Pops an Chasey Lain ist.
Lain ist 168 cm groß, hat braune Haare und blaue Augen. Sie ist verheiratet und Mutter eines Sohnes (* 1998).

## Filmografie (Auswahl)
- 2017: After Porn Ends 2